# Ereca undulata
Ereca undulata is een hooiwagen uit de familie Assamiidae.